# Нерв

Схема нервной системы человека

Нерв (лат. nervus) — составная часть нервной системы; покрытая оболочкой структура, состоящая из сплетения пучков нервных волокон (главным образом, представленных аксонами нейронов и поддерживающей их нейроглии), обеспечивающая передачу сигналов между головным и спинным мозгом и органами. Совокупность всех нервов организма образует периферическую нервную систему. Соседние нервы могут образовывать нервные сплетения. Крупные нервы называются нервными стволами. Дальше от мозга нервы разветвляются, в органах и тканях в конце концов распадаются на отдельные волокна, крайние точки которых являются нервными окончаниями. Один и тот же нерв у разных людей иннервирует соответствующие зоны разных размеров, аналогично различаются и области перекрытия зон иннервации.

## Строение
Периферический нерв состоит из нескольких пучков нервных волокон. Нервное волокно представляет собой длинный отросток нейрона — аксон, передающий нервные импульсы, покрытый оболочкой из шванновских клеток. Мякотные (миелинизированные) волокна, в отличие от безмякотных (немиелинизированных), окружены также и миелиновой оболочкой.

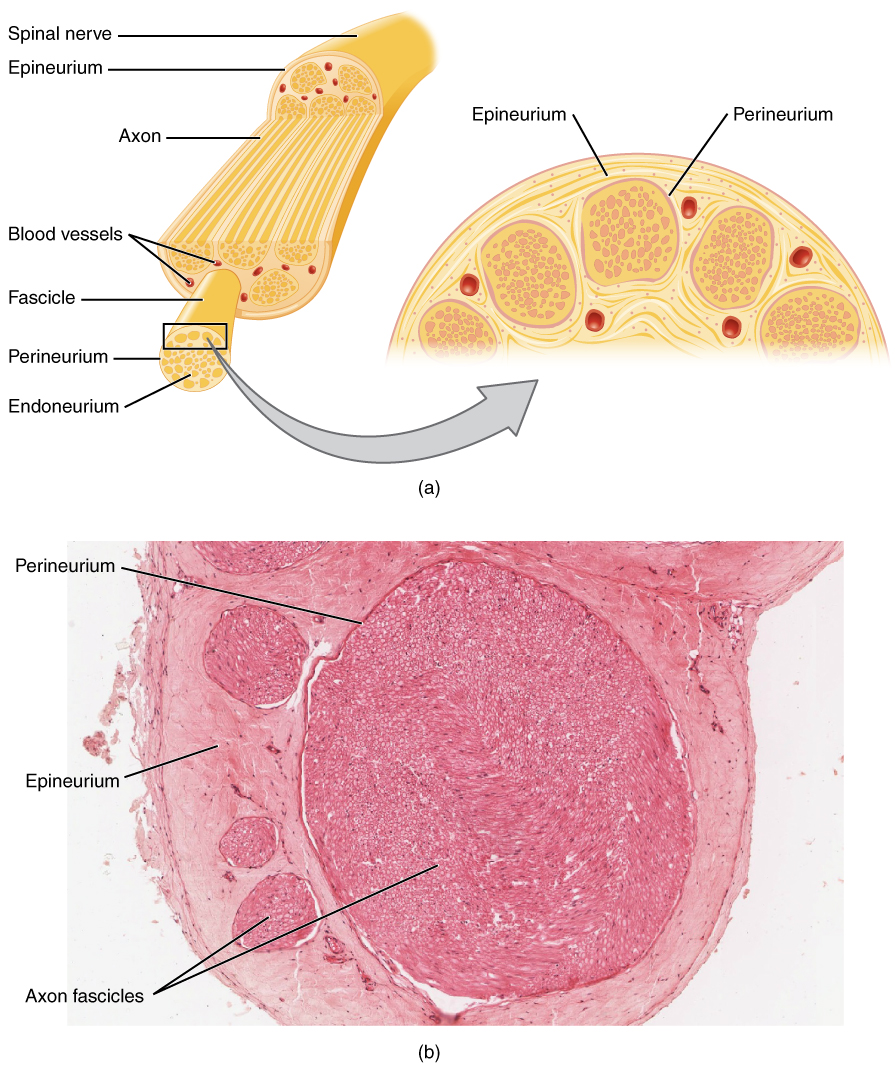
Внутреннее строение нерва

В состав миелиновых оболочек входят миелин и шванновские клетки нейроглии. Оболочки очень важны для передачи и увеличения скорости нервного импульса. Кровеносные и лимфатические сосуды находятся в этих оболочках.
Миелин придаёт нервам белый цвет, безмиелиновые имеют серый цвет.
Количество волокон в нерве обычно составляет 103—104, тем не менее может сильно варьировать — в зрительном нерве человека их более 1 млн, а некоторые нервы беспозвоночных могут состоять всего из нескольких волокон. По каждому волокну нервный импульс передаётся изолированно, не заходя на другие.
Нервные волокна могут передавать сигнал только в одном направлении, поэтому они могут быть либо центробежными, то есть двигательными, передающими информацию к исполнительным органам, либо центростремительными, то есть чувствительными, передающими информацию от рецепторов. Волокна объединены в пучки, покрытые оболочкой из соединительной ткани — периневрием. От оболочки внутрь пучка проникают тонкие прослойки — т. н. эндоневрий. Несколько пучков, вместе с кровеносными и лимфатическими сосудами и жировыми включениями, покрытые общей оболочкой, эпиневрием, и представляют собой нерв. Поперечное сечение нерва обычно круглое, крупные нервы в основном уплощены.
Поперечное сечение может иметь диаметр от 0,8 мм до 8 мм, в зависимости от количества составляющих его волокон и толщины их оболочек.

## Классификация нервов
По направлению передачи импульсов нервы подразделяются на:
1. чувствительные (афферентные, центростремительные[1]) — состоят из дендритов чувствительных нейронов, проводят импульс из рецепторов в центральную нервную систему (ЦНС);
2. двигательные (эфферентные, центробежные[1]) — состоят из аксонов нейронов движения, проводят импульс из ЦНС в исполнительные органы (мышцы и железы);
3. смешанные — состоят из дендритов чувствительных нейронов, аксонов нейронов движения, а также вегетативные нервные волокна, проводят импульс в двух направлениях (из рецептора в ЦНС и наоборот)[3].

По характеру иннервируемых органов нервы подразделяют на вегетативные и соматические. Вегетативные обеспечивают деятельность внутренних органов, желёз внутренней и внешней секреции, кровеносных и лимфатических сосудов. Соматические представляют собой чувствительные и двигательные нервы, иннервирующих мышцы (у позвоночных — скелетные), кожу, суставы.
По глубине нахождения различают поверхностные, или кожные, и глубокие, или мышечные нервы.
У позвоночных существуют нервы черепные — соединённые с головным мозгом и спинномозговые — соединённые со спинным мозгом.

### Черепные нервы

Схема мозга, ствола мозга и черепных нервов

Черепные нервы берут начало в соответствующих им ядрах головного мозга, выходят из мозга сквозь отверстия в основании черепа, в дальнейшем разветвляются, в основном на голове и шее, только блуждающий нерв разветвляется ещё и в грудной и брюшной полостях.
1. Обонятельные нервы (лат. nervi olfactorii) — отвечающий за обонятельную чувствительность.
2. Зри́тельные нервы (лат. Nervus opticus) — пара черепных нервов, по которым зрительные раздражения, воспринятые чувствительными клетками сетчатки, передаются в головной мозг.
3. Глазодвигательные нервы (лат. nervus oculomotorius) — пара черепных нервов, отвечающая за движение глазного яблока, поднятие века, реакцию зрачков на свет.
4. Блоковые нервы (лат. nervus trochlearis) — пара черепных нервов, иннервирующая верхнюю косую мышцу (лат. m.obliquus superior), которая поворачивает глазное яблоко кнаружи и вниз.
5. Тройничные нервы является смешанным. По трём его ветвям (ramus ophthalmicus — V1, ramus maxillaris — V2, ramus mandibularis — V3) через Гасеров узел (ganglion trigeminale) идёт информация от верхней, средней и нижней третей лица соответственно. Каждая веточка несёт информацию от мышц, кожных и болевых рецепторов каждой трети лица. В Гасеровом узле информация сортируется по типу, и уже информация от мышц всего лица идёт в чувствительное ядро тройничного нерва, расположенный большей частью в среднем мозге (частично заходит в мост); кожная информация от всего лица идёт в «главное ядро» (nucleus pontinus nervi trigemini), расположенное в мосту; а болевая чувствительность — в nucleus spinalis nervi trigemini, идущий от моста через продолговатый мозг в спинной. Тройничному нерву принадлежит также двигательное ядро (лат. nucleus motorius nervi trigemini), залегающее в мосте и отвечающее за иннервацию жевательных мышц.
6. Отводящие нервы (лат. nervus abducens) — черепные нервы, которые иннервируют латеральную прямую мышцу (лат. m. rectus lateralis) и отвечает за отведение глазного яблока.
7. Лицевой нерв (лат. nervus facialis) выходит из мозга между варолиевым мостом и продолговатым мозгом, иннервирует мимические мышцы лица. Также в составе лицевого нерва проходит промежуточный нерв, ответственный за иннервацию слёзной железы, стременной мышцы и вкусовой чувствительности двух передних третей языка.
8. Преддверно-улитковые нервы (лат. nervus vestibulocochlearis) — нервы специальной чувствительности, отвечающие за передачу слуховых импульсов и импульсов, исходящих из вестибулярного отдела внутреннего уха.
9. Языкоглоточные нервы (лат. nervus glossopharyngeus) обеспечивают:
  - двигательную иннервацию шилоглоточной мышцы (лат. m. stylopharyngeus), поднимающую глотку
  - иннервацию околоушной железы (лат. glandula parotidea) обеспечивая её секреторную функцию
  - общую чувствительность глотки, миндалин, мягкого нёба, евстахиевой трубы, барабанной полости
  - вкусовую чувствительность задней трети языка.
10. Блуждающий нерв (лат. n.vagus) являясь смешанными, обеспечивают:
  - двигательную иннервацию мышц мягкого нёба, глотки, гортани, а также поперечно-полосатых мышц пищевода
  - парасимпатическую иннервацию гладких мышц лёгких, пищевода, желудка и кишечника (до селезёночного изгиба ободочной кишки), а также мышцы сердца. Также влияет на секрецию желез желудка и поджелудочной железы
  - чувствительную иннервацию слизистой оболочки нижней части глотки и гортани, участка кожи за ухом и части наружного слухового канала, барабанной перепонки и твёрдой мозговой оболочки задней черепной ямки.
Дорсальное ядро блуждающего нерва nucleus dorsalis nervi vagi, располагается в продолговатом мозге латеральнее ядра подъязычного нерва.
11. Добавочные нервы (лат. nervus accessorius) содержат двигательные нервные волокна, иннервирующие мышцы, ответственные за наклоны и повороты головы, приподнимание плеча и приведение лопатки к позвоночнику.
12. Подъязычные нервы (лат. nervus hypoglossus) отвечают за движение языка.

### Спинные нервы
Спинные (спинномозговые) нервы берут начало в спинном мозге и управляют функциями остальных частей тела. У людей 31 пара спинномозговых нервов: 8 шейных, 12 грудных и 5 поясничных, 5 крестцовых и 1 копчиковый. В шейном отделе спинномозговые нервы берут начало выше соответствующего позвонка (то есть нерв, начинающийся между черепом и первым шейным позвонком, зовётся первым спинным нервом). От грудной области до копчиковой нервы начинаются ниже соответствующих позвонков. Поэтому имеются сложности при именовании спинного нерва, берущего начало между седьмым верхним и первым нижним (так называемый восьмой спинной нерв). В поясничной и крестцовой областях корешки нервов находятся в пределах мешка твердой мозговой оболочки.
Спинные нервы образованы двумя группами пучков нервных волокон. Эфферентные представляют собой отростки нервных клеток передних рогов спинного мозга, объединены в его двигательные задние корешки. Афферентные представляют собой отростки нервных клеток спинномозговых узлов, объединены в его чувствительные передние корешки. Образованный слившимися передними с задними корешками ствол спинного нерва разветвляется после выхода из межпозвоночного отверстия. Передняя ветвь направляется к передним отделам туловища и конечностям, задняя — к затылку, задним отделам шеи и туловища, соединительная к ближайшему узлу симпатического ствола. Оболочечная ветвь иннервирует надкостницу позвонка и твердую оболочку спинного мозга.
Некоторые передние ветви образуют нервные сплетения.
Шейное сплетение образовано четырьмя, реже пятью верхними спинными нервами, плечевое — нижними шейными и двумя верхними грудными. Передние ветви остальных грудных нервов, т. н. межрёберных нервов, сплетений не образует.
Поясничное сплетение сформировано передними ветвями двенадцатого грудного и первых трёх и частично четвёртого поясничных нервов, крестцовое — пятого, частично четвёртого поясничных нервов и четырёх крестцовых нервов. Поясничное и крестцовое сплетения вместе составляют пояснично-крестцовое сплетение.
Шейное нервное сплетение
Первые четыре спинномозговых нерва шейного отдела разветвляются и воссоединяются таким образом, чтобы образовывались различные нервы для обслуживания шеи и затылка.
Первый спинной нерв называется подзатылочным нервом и служит для двигательной иннервации мышц у основания черепа. Второй и третий нервы формируют множество нервов шеи, обеспечивая как сенсорный, так и двигательный контроль. Сюда входит большой затылочный нерв, обеспечивающий чувствительность затылочной части головы, малый затылочный нерв, обеспечивающий чувствительность в области за ушами, большой слуховой нерв и малый слуховой нерв. Диафрагмальный нерв начинается от третьего, четвёртого и иногда пятого спинномозговых нервов. Он иннервирует диафрагму, играя важную роль в дыхании.

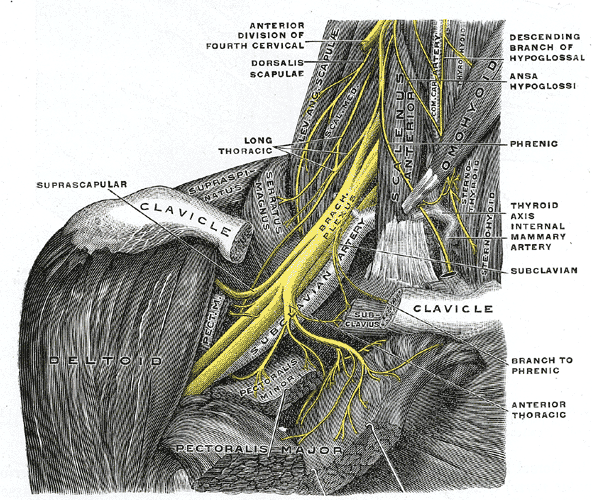
Правое плечевое сплетение, вид спереди

Плечевое нервное сплетение
Плечевое нервное сплетение образовано передними ветвями четырёх нижних шейных нервов, частью передней ветви четвёртого шейного и верхнего грудного спинных нервов.
Передние ветви образуют три основных нервных ствола — верхний, средний и нижний. Далее они разветвляются и в подмышечной ямке и образуют латеральный, медиальный и задний пучки, прилегающие с трёх сторон к подмышечной артерии. Различают надключичную и подключичную части плечевого сплетения. Короткие ветви нервных стволов, выходящие из плечевого сплетения в основном иннервируют кости и мягкие ткани плечевого пояса, длинные — свободную часть руки.
К коротким ветвям относятся:
- дорсальный нерв лопатки — иннервирует мышцу, поднимающую лопатку, большую и малую ромбовидные мышцы;
- длинный грудной нерв — иннервирует переднюю зубчатую мышцу;
- подключичный нерв — иннервирует подключичную мышцу;
- надлопаточный нерв — иннервирует надлопаточную и полостную мышцы, капсулу плечевого сустава;
- подлопаточный нерв — иннервирует подлопаточную и большую круглую мышцы;
- подмышечный нерв — дельтовидную и малую круглую мышцы, капсулу плечевого сустава, а также кожу верхних отделов боковой поверхности плеча[8].

Длинные ветви плечевого сплетения выходят из латерального, медиального и заднего пучков подключичной части плечевого сплетения. К ним относятся
- Мышечно-кожный нерв выходит из латерального пучка, проходит через плечеклювовидную, двуглавую и плечевую мышцы, после локтевого сустава иннервирует кожу предплечья.
- Срединный нерв иннервируют мышцы большого пальца, кроме мышцы, приводящей большой палец кисти, суставы запястья, первые четыре пальца и часть червеобразных мышц, кожу тыльной и ладонной поверхности.
- Локтевой нерв иннервирует локтевой сгибатель кисти и часть глубокого сгибателя пальцев, мышцу, приводящую большой палец, все межкостные мышцы, две червеобразные мышцы, мышцы мизинца, кожу ладонной поверхности и частично пальцев.
- Медиальный кожный нерв предплечья иннервирует кожу предплечья.
- Лучевой нерв иннервирует все разгибающие мышцы задней поверхности предплечья, кожу некоторых пальцев[8].

## Патология
В патологии нервов различают травматические повреждения, воспаления (невриты) и опухоли. Если воспаление поражает сразу много нервов, оно является полиневритом.

### Опухоли
Наиболее ранний симптом вовлечения нерва в опухоль — это сильные боли вдоль него. При дальнейшем развитии патологии могут быть анестезии, парезы или параличи с дегенеративной атрофией мышц в зоне пораженного нерва, клиническая картина становится такой же, как при перерезке нерва.
Различают 3 основные категории опухолей
- Перешедшие на нерв с окружающих тканей. Гистологическое происхождение у них может быть разное — саркоматозные, карциноматозное. Метастазы из других органов в нервы практически не встречаются.
- Характерные исключительно для нервной ткани — невринома или неврома, невроглиома, невромиксома.
- Опухоли кожных нервов — неврофибромы, исходящие из влагалища нервного волокна, множество которых в совокупности вызывают болезнь неврофиброматоз (болезнь Реклингаузена)[10].

### Травматические повреждения нерва
Повреждения нервов сопровождаются полной или частичной потерей чувствительности, двигательной и вегетативной функций, вызваных нарушением проводимости импульсов. Различают открытые и закрытые повреждения нервов. Огнестрельные ранения рассматривают как отдельную группу открытых повреждений. Может наблюдаться анатомический перерыв нервного ствола либо повреждения внутри него.
Различают следующие повреждения:
- Сдавление нерва — прижатие ствола через кожу. Причиной может служить придавливание инородным телом, в том числе, например, бинтом, при переломах сместившейся костью или её мозолью, фиброзными спайками или опухолью. При этом нервные волокна остаются непрерывными, тем не менее в них происходят изменения, серьёзность которых зависит от силы и длительности неблагоприятного воздействия — от незначительного отёка до необратимого разрушения нервных тканей в области приложения давления.
- Контузия нерва — при этом наблюдается отёк, геморрагические инфильтраты со вторичными фиброзными разрастаниями внутри самого нерва, которые распадаются и сжимают нервные волокна.
- Растяжение нерва — обычно при сильном отведении конечности.
- Вывих нерва — очень редко.
- Нарушение целости нерва — разрез, разрыв, при этом сразу же происходит полный паралич всех мышц, иннервируемых этим нервом, в дальнейшем наступает вялый паралич: парализованные мышцы перерождаются, постепенно атрофируются, их тонус понижается. Полностью исчезает чувствительность в зоне, иннервируемой этим нервом. Эта зона со временем сужается.

Если повреждены не все волокна нервного ствола, и повреждение не нарушает непрерывность нервных волокон, а только травмирует их, то можно наблюдать различные степени нарушения двигательной и чувствительной функций, или приводить к неполным параличу или анестезии.

### Заболевания
К заболеваниям нервов относятся неврит, плексит, радикулит, солярит и некоторые другие.

#### Неврит
Неврит — воспаление ствола периферического нерва. Невриты могут быть вызваны разными причинами, например инфекциями (дифтерия, бруцеллёз, малярия, тифы, герпес, корь, грипп), отравлениями внешними (алкоголем, мышьяком, ртутью, свинцом) либо внутренними (сахарный диабет, тиреотоксикоз), переохлаждением, гиповитаминозами, сосудистыми и другими нарушениями, травмами, сдавливанием нервов при некоторых заболеваниях. По темпу развития невриты бывают острые, подострые и хронические. Паренхиматозный неврит, который может быть при туберкулёзе, сахарном диабете и др. вызывает разрушение нервных волокон и миелиновых оболочек. Интерстициальный неврит, характерный для лепры, амилоидоза и др. вызывает болезненные изменения в соединительной ткани нерва — в сосудах и оболочках нервного ствола. При инфекционных невритах нередко имеются признаки как интерстициального, так и паренхиматозного невритов.
Клиническая картина заболевания нерва зависит от выполняемых им функций. У большинства нервов есть двигательные, чувствительные и вегетативные волокна, что вызывает парезы, атрофии мышц, нарушения чувствительности, а также нарушения в сосудистой и пищеварительной системах. Первыми признаками неврита являются боли и чувство онемения. К двигательным нарушениям относятся парезы и параличи отдельных мышц или мышечных групп, ухудшение и выпадением рефлексов. К вегетативным расстройствам относятся цианоз, местная отёчность, потливость, выпадение волос, изменение пигментации.

#### Радикулит
Радикулит — заболевание корешков спинномозговых нервов, сопровождающееся болями и нарушением чувствительности, иногда и периферическими парезами. Основными причинами радикулита являются остеохондроз позвоночника, при этом дистрофия межпозвоночных дисков может сопровождаться их смещением. К более редким случаям относятся случаи возникновения при врождённых пороках развития позвоночника, заболеваниях внутренних органов, воспалительно-дистрофических поражениях позвоночника и суставов, опухолях периферической нервной системы, костно-связочного аппарата, гинекологических болезнях, травмах позвоночника, инфекциях. В зависимости от локализации условно выделяют пояснично-крестцовый, шейно-грудной и шейный радикулит.

#### Плексит
Плексит — заболевание нервного сплетения. В зависимости от локализации условно выделяют плексит шейного, плечевого, пояснично-крестцового сплетений. К плекситам может быть отнесено поражение солнечного сплетения, являющегося вегетативным сплетением — Солярит. Чаще всего заболевают отдельные стволы, пучки и ветви определённого сплетения. Двусторонний плексит встречается реже одностороннего.
Начальной стадией заболевания является невралгическая, характеризующаяся спонтанными болями и болями, возникающими или усиливающимися при движениях, давлении на сплетение, его пучки и отходящие от него нервы.
При паралитической стадии развиваются вялый паралич, парезы и (или) нарушениями чувствительности и вегетативно-трофическими нарушениями в области, иннервируемой поражённой частью сплетения.